# Marion Dittmannová
Marion Dittmannová (* 10. června 1956), provdaná Hochová, je bývalá východoněmecká rychlobruslařka.
Na velkých mezinárodních závodech se poprvé objevila v roce 1978. Téhož roku získala bronz na Mistrovství světa ve víceboji, což byl její největší úspěch v kariéře. V roce 1979 skončila na vícebojařském MS na jedenáctém místě. Je mistryní NDR a několikanásobnou medailistkou východoněmeckých šampionátů. Poslední závody absolvovala v roce 1980.